# Pimlico
Pimlico è una lussuosa area di Londra, nella Città di Westminster, simile a Belgravia di cui è un prolungamento verso sud, ed è nota per le sue piazze con giardino e per l'architettura Regency.
L'area è separata da Belgravia a nord dalla stazione Victoria, confina a sud con il fiume Tamigi, ad est con Vauxhall Bridge Road e ad ovest con l'ex Grosvenor Canal.
Nel cuore di Pimlico vi è un reticolo di strade residenziali, progettato da Thomas Cubitt a partire dal 1825, ora protetto dalla Conservation Area. Pimlico è anche la sede del piano di sviluppo pre seconda guerra mondiale, che diede luogo alla costruzione di Dolphin Square, Churchill Gardens e Lillington e Longmoore Gardens, ora designate come aree protette. L'area dispone di oltre 350 edifici e chiese di interesse storico.
Vi abitarono Sir Winston Churchill, Laura Ashley, Swami Vivekananda, Laurence Olivier, Aubrey Beardsley, Jomo Kenyatta e Major Walter Wingfield.

## Storia

### Origine del nome

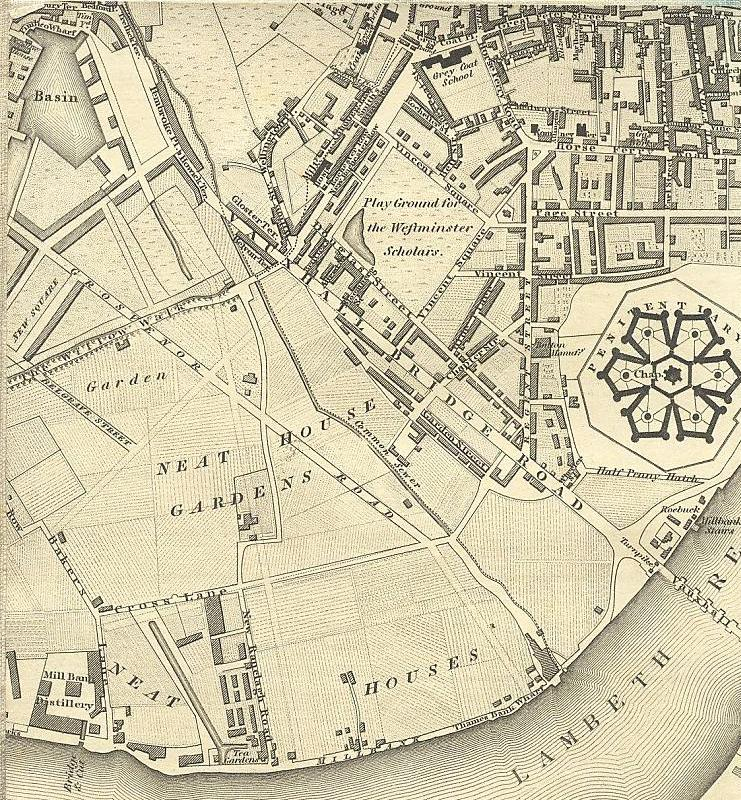
Mappa di Greenwood del 1827 mostrante parte di Pimlico e Millbank prima dello sviluppo.

Nei secoli XVI e XVII, il maniero di Ebury fu diviso e affittato dalla Corona ai servi o ai favoriti. Nel 1623, Giacomo I vendette la proprietà di Ebury per 1.151 sterline e 15 scellini. Il terreno venne venduto poi diverse altre volte, fino a quando non passò nelle mani dell'ereditiera Mary Davies nel 1666.
La dote di Mary non comprendeva solo "The Five Fields" della moderna Pimlico e Belgravia, ma anche la maggior parte di quello che oggi è Mayfair e Knightsbridge. Comprensibilmente, era un partito molto ambito, ma nel 1677, all'età di dodici anni, sposò Sir Thomas Grosvenor. I Grosvenor erano una famiglia di Normanni che risiedeva da lungo tempo a Eaton Hall nel Cheshire ma di rilevanza molto modesta. Tramite lo sviluppo e la buona gestione di queste aree, nel tempo divennero una famiglia molto ricca.
Verso la fine del XVII e l'inizio del XVIII secolo, l'area cessò di essere chiamata Ebury o "The Five Fields" e venne chiamata con il nome attuale. Le sue origini sono discusse, è "di chiara derivazione straniera" ...Gifford, in una nota nella sua edizione di Ben Jonson, ci dice che "Pimlico è talvolta considerato essere stata una persona, e non è improbabile che potesse essere il padrone di una fabbrica di birra un tempo famosa". A sostegno di questa etimologia, il reverendo Brewer descrive la zona come "un quartiere di giardini pubblici molto frequentati durante le feste. Secondo la tradizione, ricevette il suo nome da Ben Pimlico, famoso per la sua birra scura. I suoi giardini da tè, tuttavia, erano nei pressi di Hoxton e la strada venne chiamata Pimlico Path, pertanto ciò che ora è chiamato Pimlico era così chiamato dalla popolarità della località di Hoxton".
H.G. Wells, nel suo romanzo The Dream, dice che c'era un molo a Pimlico dove attraccavano le navi provenienti dall'America e che la parola Pimlico giunse con il commercio e fu l'ultima parola rimasta viva della lingua indiana Algonquin (Pamlico).

### Sviluppo e declino
Nel XIX secolo, come risultato di un aumento della domanda di immobili in precedenza fuori moda del West End di Londra, a seguito della grande peste di Londra e al grande incendio, Pimlico era diventato maturo per lo sviluppo. Nel 1825, Thomas Cubitt venne incaricato, da lord Grosvenor, di sviluppare Pimlico. I terreni, fino a quel momento paludosi, vennero bonificati utilizzando terreno scavato durante la costruzione dei Saint Katharine Docks.
Cubitt sviluppò Pimlico come una griglia di belle palazzine bianche. Le case più grandi e opulente vennero costruite lungo St George's Drive e Belgrave Road, le due strade principali, Eccleston, Warwick e St George's Square. In Lupus Street vi erano case più grandi, negozi e, fino all'inizio del XX secolo, un ospedale per donne e bambini. Proprietà più piccole, in genere di tre piani, si trovavano lungo le strade laterali. Un articolo di giornale del 1877 descriveva Pimlico come "signorile, sacro ai professionisti ... non abbastanza ricchi da deliziarsi delle proprietà di Belgravia, ma abbastanza agiati per vivere in case private." I suoi abitanti erano "più vivaci che a Kensington ... e un po' più su di Chelsea, che è solo commerciale"
Anche se l'area era dominata dalla classe media e medio alta fino al sociologo Charles Booth, parte di Pimlico era declinata significativamente a partire dagli anni 1890. Quando il reverendo Gerald Olivier vi si spostò con la sua famiglia nel 1912, compreso il giovane Laurence Olivier, per sovraintendere alla chiesa di St Saviour, era parte degli "slums" dell'ovest di Londra, mentre la famiglia proveniva da Notting Hill.
Verso la fine del XIX secolo, Pimlico vide la costruzione delle proprietà Peabody Estates, un progetto di case popolari di discreta qualità.

### Ripresa nel XX secolo
La prossimità alle Houses of Parliament fece di Pimlico un centro dell'attività politica. Prima del 1928, il Partito Laburista e le Trades Union Congress trasferirono le sedi a Eccleston Square, e qui venne organizzato lo sciopero generale del 1926.
Intorno alla metà degli anni 1930 Pimlico vide una seconda fase di sviluppo con la costruzione di Dolphin Square, una "città" di 1 250 appartamenti economici costruiti sul sito precedentemente occupato dai lavori di costruzione di Cubitt. Completato nel 1937, divenne rapidamente popolare tra i parlamentari e i funzionari pubblici. Qui abitò il fascista Oswald Mosley fino al suo arresto nel 1940, e venne istituita la sede di Francia libera per gran parte della seconda guerra mondiale.
Pimlico sopravvisse alla guerra con il suo carattere essenziale intatto, anche se alcune parti subirono significativi danni dai bombardamenti. Intorno agli anni 1950 queste aree sono state al centro di importanti lavori di riqualificazione come i Churchill Gardens e Lillington e Longmoore Gardens, e molti dei palazzi vittoriani vennero convertiti in alberghi e stabili per altri usi.
Per fornire un riscaldamento conveniente ed efficiente ai residenti delle nuove costruzioni realizzate nel dopoguerra, Pimlico divenne uno dei pochi luoghi nel Regno Unito ad avere un sistema di teleriscaldamento. Questo divenne popolare dopo la seconda guerra mondiale per riscaldare i grandi complessi residenziali che avevano sostituito le aree devastate dai bombardamenti. Il Pimlico District Heating Undertaking (PDHU) si trova appena a nord del fiume Tamigi. Divenne il primo operativo nel 1950 e continua ad espandersi fino ad oggi. Sostituita la ormai in disuso Battersea Power Station sul lato sud del Tamigi, oggi l'acqua viene riscaldata localmente da un nuovo centro di energia che incorpora un motore di cogenerazione di 3,1 MWe/4,0 MWth e una caldaia a gas di 3 × 8 MW.
Nel 1953, il II duca di Westminster vendette parte della proprietà Grosvenor sulla quale è costruita Pimlico.
Pimlico venne collegata alla metropolitana nel 1972 come prolungamento della Victoria line. A seguito della sua designazione ad area di interesse storico nel 1968, (ampliata nel 1973 e ancora nel 1990), l'area è stata sensibilmente rigenerata. Ondate successive di sviluppo hanno dato a Pimlico un mix sociale interessante, che unisce ristoranti e residenze esclusive con servizi regolati dal Westminster City Council.

## Monumenti e luoghi d'interesse

### Architetture civili
- Dolphin Square è un isolato di appartamenti privati costruito nel periodo tra il 1935 e il 1937. Al tempo della sua costruzione era considerato la più grande concentrazione di appartamenti in Europa. È abitato da molti membri del Parlamento.
- Churchill Gardens è un grande complesso residenziale che copre l'angolo sud-ovest di Pimlico. È stato sviluppato tra il 1946 e il 1962 su progetto degli architetti Powell e Moya, sostituendo i moli, opere industriali, e diverse villette edificate da Cubitt e danneggiate dai bombardamenti.
- Su Buckingham Palace Road si trova l'ex "Empire Terminal" di Imperial Airways, un suggestivo edificio d'arte moderna progettato nel 1938 dall'architetto Albert Lakeman.[10] Posta, merci e passeggeri venivano trasportati dal terminal a Southampton, via ferrovia, per essere imbarcati sugli idrovolanti. L'edificio oggi è sede del National Audit Office.
- Pimlico School, complesso costruito tra il 1967 e il 1970, era un esempio di brutalismoe venne demolito nel 2010.

### Architetture religiose

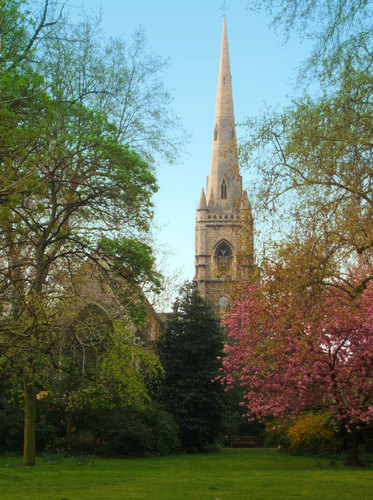
St Gabriel's Church, Warwick Square

L'area contiene un certo numero di edifici di culto della Chiesa Anglicana, costruiti per la maggior parte al momento in cui venne fondato il quartiere. Tra essi si ricordano le chiese di St Gabriel's a Warwick Square, St Saviour e St James the Less. Dalla sua fondazione la Chiesa di St Peter's in Eaton square è stata di solito indicata come St Peter a Pimlico (almeno prima del 1878). La chiesa cattolica dell'area è la Holy Apostles, distrutta dai bombardamenti e ricostruita nel 1957. La sede della Conferenza episcopale cattolica di Inghilterra e Galles si trova in Eccleston Square.

### Altro
Il museo Tate Britain si trova all'interno di Millbank, ma è a pochi passi dalla stazione della metropolitana di Pimlico e viene considerato come un punto di riferimento. L'associazione del quartiere con l'arte antica è stata rafforzata dal Chelsea College of Art and Design recentemente trasferimento nella sede dell'ex Royal Army Medical College accanto alla Tate.